# Gerd Semmer
Gerhard Friedrich „Gerd“ Semmer (* 21. Dezember 1919 in Paderborn; † 12. November 1967 in Ratingen) war ein deutscher Lyriker, Feuilletonist, Liedermacher und Übersetzer. Er gilt als „Vater des deutschen Protestsongs“.

## Leben
Geboren 1919 in Paderborn als Sohn eines Schneidermeisters musste Semmer die Gymnasialzeit unterbrechen, um eine Schneiderlehre beim Vater zu machen. 1943 bestand er die Meisterprüfung in Weimar und das Abitur in Paderborn. Schon in seiner Jugend entwickelte er Interesse am Puppenspiel. Die Kaspermaske wurde für ihn schon früh zum Vehikel, politische Kritik zu äußern. Diese Leidenschaft begleitete ihn sein ganzes Leben.
Von 1943 bis 1946 studierte er Theaterwissenschaft, Kunstgeschichte und Germanistik in Wien, nach Kriegsende seit 1946 auch Romanistik und Soziologie in Marburg. 1950 begann er eine Doktorarbeit über Bertolt Brecht, deren Abschluss durch den unerwarteten Tod des Doktorvaters Professor Milch und den Ausbruch des Kalten Krieges verhindert wurde. Eigene literarische Arbeiten blieben zunächst ungedruckt. 1951 erhielt er in Marburg eine Stelle als Dolmetscher in der dortigen Marokkaner-Kaserne. Von 1952 bis 1956 war er Regieassistent und wissenschaftlicher Berater bei Erwin Piscator in Marburg, Gießen und Berlin; er arbeitete u. a. an der Inszenierung von Büchners Dantons Tod mit, in die seine Forschungen über die Lieder der französischen Revolution einging, die er darüber hinaus in deutscher Nachdichtung auch veröffentlichte.
1953, nach Gründung einer Familie, zog er nach Düsseldorf und arbeitete als Redakteur für die satirische Zeitung Der Deutsche Michel. Bis 1957 erschienen dort unter dem Pseudonym Moritz Messer seine Gedichte, Kurzprosa und Buchbesprechungen. Gerd Semmer war von 1954 bis 1956 Feuilletonredakteur der Deutschen Volkszeitung, ab 1957 Kulturredakteur der Wochenzeitung Stimme des Friedens, die 1959 aus politischen Gründen verboten wurde. 1957 gründete Semmer zusammen mit André Müller sen., Erwin Piscator, Günther Weisenborn u. a. den Arbeitskreis Bertolt Brecht. 1961 gründete Semmer zusammen mit Dieter Süverkrüp, Arno Klönne und Frank Werkmeister den pläne verlag in Düsseldorf.
In der Zusammenarbeit mit Dieter Süverkrüp entstanden aus seinen satirischen und politischen Versen zahlreiche Lieder und Chansons, die die westdeutsche Friedensbewegung beeinflussten. Neben eigenen Texten veröffentlichte er in Deutschland zahlreiche Übersetzungen, z. B. von Liedern des europäischen Widerstands gegen den Faschismus und von französischen Chansons wie etwa Boris Vians Le déserteur.
Als Wegbereiter der deutschen Ostermärsche trug er wesentliche Ideen und Lieder bei; sein letztes, Abendlied zu Ostern, ist bis heute „in Gebrauch“. In Gedenken an „den Vater des neuen deutschen Chansons“ widmete ihm 1968 die Literaturzeitschrift Kürbiskern die Extraausgabe Songbuch mit vielen seiner Lieder, darunter alle Ostermarsch-Songs – zum Teil vertont durch Dieter Süverkrüp – und mit Gedichten, Protestsongs und Chansons von Franz Josef Degenhardt, Erich Fried, Fasia Jansen, Rolf Schwendter, Hannes Stütz, Dieter Süverkrüp und anderen.

## Veröffentlichungen
- Die Engel sind müde. Verse und andere Prosa aus dem Schlaraffenland. Aufbau Verlag, Berlin 1959.
- Widerworte. Gedichte und Chansons. Aufbau Verlag, Berlin 1965.
- Geschichten vom Herrn B. (99 Brecht-Anekdoten, mit André Müller sen.), Insel Verlag, München 1967.
- Wir wollen dazu was sagen – Texte für eine andere Republik. Hg. von Udo Achten, Asso Verlag, Oberhausen 1999, ISBN 3-87975-746-1.
- Lesebuch Gerd Semmer. Hg. Karin Füllner, Aisthesis Verlag, Bielefeld 2017, ISBN 3-8498-1267-7.

## Übersetzungen
- Paul Tillard: Der Puppenspieler von Peking. Roman, Progress-Verlag J.Fladung 1957.
- Ça ira! 50 Chansons, Chants, Couplets und Vaudevilles aus der Französischen Revolution 1789–1795., Rütten & Loening 1958.
- Georges Brassens: Texte. Damokles-Verlag 1963.
- Sergio Liberovici, Michele L. Straniero: Pueblo que canta. Lieder aus dem neuen spanischen Widerstand.  (inklusive Schallplatte), Damokles-Verlag 1965.

## Schallplatten
- Ça ira! Lieder der Französischen Revolution (I und II, mit Dieter Süverkrüp), 1962
- Warnung, Rattengift ausgelegt! Kinder & Haustiere fern halten (mit Dieter Süverkrüp), 1962
- Ein Lied – drei vier. Moderne Chansons aus dem Schlaraffenland (mit Dieter Süverkrüp), 1963
- Ostersongs 62/63. Lieder zum Ostermarsch, 1963
- Wir wollen dazu was sagen. Neue Lieder gegen die Bombe, 1964
- Lieder des europäischen Widerstandes gegen den Faschismus: 1933-1963, 1965[2]
- Ça ira. Lieder der Französischen Revolution (mit Dieter Süverkrüp), CD-Veröffentlichung 2015

## Sonstige Veröffentlichungen
- in Deutsche Volkszeitung (nach 1953, Pseud. Moritz Messer, u. a. Moritz Messers Schmökerecke)
- in Stimme des Friedens, Wochenzeitung (nach 1954)
- in Kürbiskern. Literatur, Kritik, Klassenkampf., Heft 4: Der kleine König – Der neue Michel, Düsseldorf 1964
- in Kürbiskern. Songbuch, Hg. von Manfred Vosz, Damnitz Verlag, München 1968
- Über Uwe Johnson, Hg. von R. Baumgart, 1970
- Zeit-Gedichte Gerd Semmer, Hg. von U.Püschel, 1979
- Frieden ein gefährliches Wort – Gerd Semmers politische Lyrik der 50er Jahre. Karin Füllner, erschienen in: Bilanz Düsseldorf '45, Grupello Verlag 1992, ISBN 3-928234-06-4.
- Rote Kürbiskerne – Ostermarschlieder des verkannten Gerd Semmer. Walter Gödden, erschienen in: 1968: Pop, Protest und Provokation in 68 Stichpunkten, Veröffentlichungen der Literaturkommission für Westfalen 2017, ISBN 978-3-8498-1238-6.
- Und muss nicht so sein... Gerd Semmers Widerworte.  Dokumentarfilm von Bettina Semmer, 2017

## Auszeichnungen
- 1958: Tucholsky-Chanson-Preis der Zeitschrift konkret
- 1960: Heinrich-Heine-Preis des Ministeriums für Kultur der DDR